# Каллів
Ка́ллів — село в Україні, у Довжанській сільській громаді Хустського району Закарпатської області. Населення становить 94 особи (станом на 2001 рік).
Село розташоване за 24,8 км від районного центру Хуст та за 112 км від обласного центру Ужгород.
Біла села протікає річка Калова.
Найближчі населені пункти: Липецька Поляна, Слоповий, Ожоверх.

## Географія
Відстань до Києва — 781 км.
Протяжність кордонів села Каллів з півночі на південь 410 м із заходу на схід

284 м.
| Клімат Калліва          | Клімат Калліва | Клімат Калліва | Клімат Калліва | Клімат Калліва | Клімат Калліва | Клімат Калліва | Клімат Калліва | Клімат Калліва | Клімат Калліва | Клімат Калліва | Клімат Калліва | Клімат Калліва | Клімат Калліва |
| Показник                | Січ.           | Лют.           | Бер.           | Квіт.          | Трав.          | Черв.          | Лип.           | Серп.          | Вер.           | Жовт.          | Лист.          | Груд.          | Рік            |
| Середній максимум, °C   | −0,3           | 1,6            | 7,2            | 13,8           | 19,2           | 21,9           | 23,7           | 23,3           | 19,4           | 13,8           | 6,5            | 1,6            | 12,6           |
| Середня температура, °C | −3,6           | −1,8           | 2,9            | 8,7            | 13,6           | 16,5           | 18,1           | 17,7           | 14,0           | 8,8            | 3,2            | −1,1           | 8,1            |
| Середній мінімум, °C    | −6,9           | −5,1           | −1,4           | 3,6            | 8,1            | 11,2           | 12,6           | 12,1           | 8,7            | 3,9            | 0,0            | −3,9           | 3,6            |
| Норма опадів, мм        | 49             | 43             | 44             | 55             | 81             | 102            | 89             | 79             | 52             | 47             | 54             | 63             | 758            |
| ----------------------- | -------------- | -------------- | -------------- | -------------- | -------------- | -------------- | -------------- | -------------- | -------------- | -------------- | -------------- | -------------- | -------------- |
| Джерело:                |                |                |                |                |                |                |                |                |                |                |                |                |                |

Посилання:
https://uz.2ua.org/kalliv/mapa/

## Населення
Станом на 1989 рік у селі проживали 103 особи, серед них — 50 чоловіків і 53 жінки.
За даними перепису населення 2001 року у селі проживали 94 особи. Рідною мовою назвали:
| Мова       | Кількість осіб | Відсоток |
| ---------- | -------------- | -------- |
| українська | 94             | 100,00%  |

## Адміністрація
10.12.2020 рік - Гобан Ольга Василівна, староста сіл Липецька Поляна, Слоповий,  Ожоверх,  Каллів.
Посилання:
- https://dovzhanska-gromada.gov.ua/docs/717437/

2010 рік - Прокупцянич Василь Васильович (1961 р. н.) голова сільської ради.
Інтереси громади представляють 20 депутатів сільської ради:
| Партія        | Кількість депутатів | Відсоток |
| ------------- | ------------------- | -------- |
| самовисування | 20                  | 100,00%  |